# Aviméta 92
Lo Aviméta 92 fu un aereo da trasporto passeggeri, turismo e evacuazione sanitaria monomotore monoplano quadriposto sviluppato dalla azienda aeronautica francese Société pour la Construction d'Avions Métallique nella seconda metà degli anni venti del XX secolo e rimasto allo stadio di prototipo.

## Storia del progetto
La Aviméta (Société pour la Construction d'Avions Métallique) nacque come dipartimento aeronautico della fabbrica di armamenti Schneider-Creusot. Oltre ad alcuni velivoli militari l'azienda sviluppò altri aerei per il mercato civile, interamente di costruzione metallica.

## Descrizione tecnica
L'Aviméta 92 era un aereo da trasporto civile quadriposto, monoplano, monomotore, di costruzione interamente metallica. La configurazione alare verteva su un'ala posizionata alta, sulla fusoliera, dotata di spessore costante e senza alcun diedro. Era costruita attorno a due longheroni e rivestita pannelli lisci rivettati realizzati in una lega di alluminio e ferro brevettata da Schneider-Creusot, designata Alférium. Gli alettoni a corda stretta riempivano l'intero bordo d'uscita. L'ala era rinforzata su ciascun lato con coppie parallele dimontanti aerodinamici dalla fusoliera inferiore ai longheroni alari a circa metà campata.
Per la propulsione potevano essere installati vari tipi di motore, Wright Whirlwind, Salmson 9Ac e Lorraine-Dietrich, con potenze variabili da 89-149 kW (120-200 CV). Fu preso in considerazione anche il Bristol Titan.  Vi era coppia di serbatoi di carburante nelle semiali (150 litri) e un serbatoio dell'olio dietro il parafiamma del motore. Dietro di esso la sezione trasversale della fusoliera era rettangolare e completamente libera internamente fino alla coda. Era basata su quattro longheroni interconnessi da telai e rivestiti con piastre di Alférium irrigidite con nervature longitudinali. I posti a sedere si trovavano sotto l'ala, con la cabina di pilotaggio chiusa inserita nel bordo d'attacco e una cabina per quattro passeggeri dietro con due file di sedili affiancati. Vi erano porte di ingresso per i passeggeri su entrambi i lati della cabina e una porta separata sul lato sinistro della cabina di pilotaggio.
L'impennaggio di coda era convenzionale e angolare, costruito nello stesso modo dell'ala. La coda orizzontale era quasi rettangolare in pianta ed era montata sulla parte superiore della fusoliera, sostenuta da montanti a V invertiti dal basso. Lo stabilizzatore era triangolare e portava un timone di direzione di forma rettangolare che scendeva fino alla chiglia, operando in un piccolo incavo dell'equilibratore.
Il carrello di atterraggio, a carreggiata larga, era triciclo posteriore fisso. Ogni ruota era su un asse piegato dalla fusoliera alla base del montante dell'ala anteriore, con una gamba quasi verticale dotata di un ammortizzatore in gomma installato sullo stesso montante in un punto più alto che era rinforzato con un montante inclinato verso l'interno alla fusoliera superiore e un altro all'indietro alla base del montante dell'ala posteriore. Gli assi erano stabilizzati con montanti di trascinamento, sempre alla base del montante dell'ala posteriore. A poppa, il pattino di coda, dotato di molle, era realizzato in acciaio.

## Impiego operativo
Il prototipo dell'Aviméta 92 volò per la prima volta verso l'inizio di dicembre 1927, pilotato da Moutonnier, e alimentato da un motore radiale, privo di capottatura,  Salmson 9Ac, a nove cilindri raffreddati ad aria eroganti la potenza di 120 CV (89 kW). A metà marzo 1928 uno volava con un radiale a sette cilindri Lorraine 7M Mizar da 230 CV (170 kW). Quest'ultimo aveva un peso massimo di 1.650 kg e raggiungeva una velocità massima di 200 km/h. Il suo sviluppo continuò almeno fino a maggio dello stesso anno.
Tre Aviméta 92 furono venduti in Belgio. Il primo (OO-AJQ) ebbe due proprietari e fu radiato nel giugno 1936. Gli altri due (OO-AJY e OO-AJZ) furono acquistati da Eugène de Ligne e messi a disposizione di Edmond Thieffry. L'asso dell'aviazione belga intendeva utilizzare questi aerei per aprire una rete di collegamenti aerei in Africa e, soprattutto, per garantire il primo collegamento transafricano regolare da ovest a est. In realtà il primo velivolo non lasciò mai l'Europa. Rimasto incidentato durante il decollo dall'aeroporto di Anversa-Deurneil 5 febbraio 1929, fu demolito nel gennaio 1931. Il secondo monoplano fu smontato pochi giorni dopo e caricato sulla SS Elisabethville diretta nel Congo Belga. Riportato a Boma dal suo equipaggio, l'aereo monomotore decollò finalmente da Albertville per Uvira con a bordo Edmond Thieffry, il pilota Gaston Julien e il meccanico Eugène Gastuche. Colpito da un violento tornado mentre si avvicinava al llago Tanganica, l'aereo precipitò a Kabu, nella provincia del Kivu, l'11 aprile 1929. Solo il meccanico Gastuche riuscì a sopravvivere all'incidente.
Un Avimeta 92-230 con motore radiale a 9 cilindri Wright R-790 Whirlwind da 230 CV fu costruito per il pilota Michel Détroyat in vista di un eventuale volo sull'Atlantico del nord in risposta al volo di Charles Lindbergh da New York a Parigi. 
Le modifiche includevano un'apertura alare aumentata, con l'ala dotata di punte curve e rastremate e serbatoi di carburante supplementari in grado di contenere fino a 2.400 litri (630 galloni USA; 530 galloni imp.). I test sul consumo di carburante e sull'affidabilità includevano voli senza scalo a metà aprile da Parigi all'Algeria e ritorno. Détroyant decollò da Parigi alle 4:15 del 18 aprile 1928 con 1.800 litri di carburante a bordo, atterrando ad Algeri 14 ore dopo. A causa del maltempo imperante il viaggio di ritorno fu intrapreso il giorno 21, quando l'Aviméta 92 decollò da Algeri-Maison Blanche alle 6:18, atterrando sull'aeroporto di Parigi-Le Bourget alle 18:50.
Nonostante i preparativi, il volo transatlantico fu mai effettuato.

## Versioni
- Aviméta 92-230: dotata di propulsore radiale Wright R-790 Whirlwind da , apertura alare di 12,60 m, lunghezza di 9.42 m, altezza 2,75 m, superficie alare 29 m², peso a vuoto 945 kg, massimo al decollo 1.395 kg, velocità massima 200 km/h, autonomia 800 km, tangenza 8.000 m.[13]